# Христианство в Нигерии

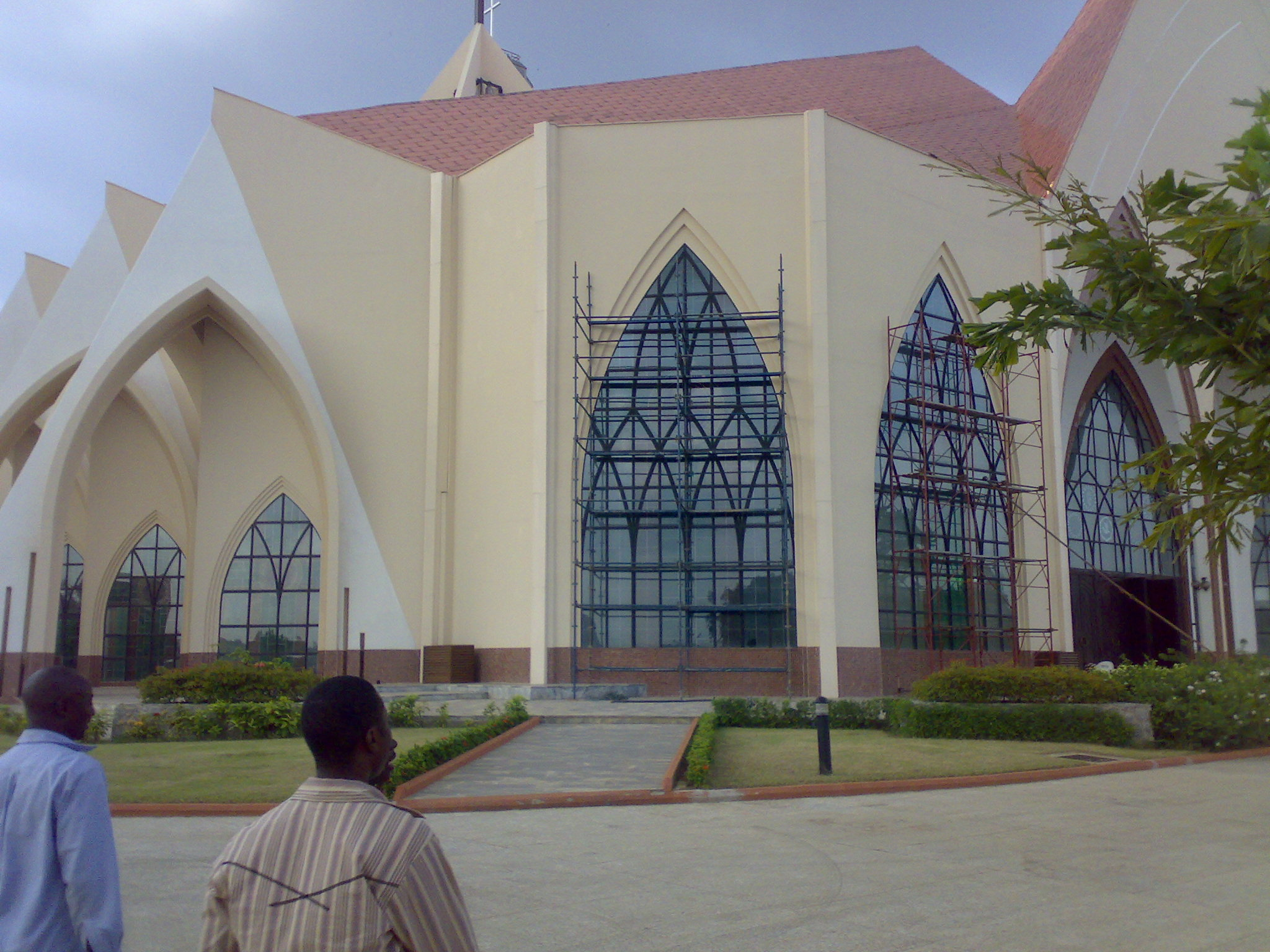
Христианский экуменический центр в Абудже

Христианство в Нигерии — совокупность последователей христианских деноминаций и учреждений на территории Нигерии.
Перепись населения 1963 года показала, что 62 процента являются христианами. По данным исследовательского центра Pew Research Center в 2010 году в Нигерии проживало 80,5 млн христиан, которые составляли 50,8% населения страны. За последние 40 лет численность и доля христиан выросли; в 1970 году в стране было лишь 22,7 млн христиан (или 42% населения)

## Протестантизм вНигерии
Общая численность протестантов оценена в 59,7 млн человек (2010 год). Самые крупные группы внутри данного направления составляют англикане (20 млн) и пятидесятники (18,2 млн). С 1976 года в стране работает Христианская ассоциация Нигерии (англ. The Christian Association of Nigeria, CAN), головная организация, объединяющая христианские конфессии в Нигерии.

## Преследованияхристиан
Несмотря на светский характер государственного устройства, христиане подвергается преследованиям со стороны ряда исламистских организаций; так в 2010 году в ряде христианских церквей были взорваны бомбы накануне Рождества. В результате терактов погибло два десятка человек.
В ночь на 25 декабря 2011 года боевики экстремистской группировки «Боко харам» (с языка хауса — «Западное образование — грех») провели в католической церкви святой Терезы в столице Нигерии Абудже, а также в Джосе и Даматуру серию терактов на территории христианских храмов и внутри них. Общее число жертв достигло 42 человек. Силам правопорядка удалось арестовать двух исполнителей терактов прямо на месте преступления. 27 декабря на севере Нигерии начались погромы магазинов, принадлежащие христианам: совершены поджоги около 30 торговых зданий в городе Потискуме.
28 декабря 2011 года в этнически и религиозно неоднородном нигерийском штате Плато с помощью мачете была вырезана христианская семья из четырех человек. Жертвы были христианами из местного племени бером, а нападавшими, как подозревают, были пастухами из племени фульбе, которые являются мусульманами.
22 января 2012 года вновь прогремели два взрыва: один из них — в католическом приходе в штате Баучи в северной Нигерии. Из-за террористической деятельности, северные районы страны покинуло около 35 тысяч нигерийских христиан.